# دوی تونگ
دوی تونگ (به لاتین: Doi Tung) یک کوه در تایلند است که در Mae Fa Luang واقع شده‌است. دوی تونگ ۱٬۳۸۹ متر بالاتر از سطح دریا واقع شده‌است.